# Iconcrash
Iconcrash ist eine Rock-Band aus Helsinki, Finnland, deren Sound von der Stimme des Frontmanns Jaani Peuhu geprägt wird. Zu den Bandmitgliedern zählen Arttu Juntunen (Keyboard, Gesang), Riku-Niilo Mattila (Bass), Matti Toivonen (Gitarre) und Oskari Vilmunen (Schlagzeug).

## Geschichte
Das Debütalbum Nude wurde von der englisch-finnischen Plattenfirma Parole Records veröffentlicht, kurz nachdem sich die Live-Band im Frühjahr des Jahres 2005 formiert hatte. Ihr zweites Album Enochian Devices wurde fünf Jahre später, im Jahre 2010 unter der Kollaboration von EMI Finnland und Dynasty Recordings herausgebracht. Aufgenommen wurde das Album in den Dynasty und Sonic Pump Studios, die Produktion dauerte dabei über ein ganzes Jahr lang an. Die Reaktionen auf Enochian Devices fielen sehr positiv aus und die Singles Strange, Strange Dark Star und Everlasting wurden sehr häufig im finnischen Radio gespielt. Auf der Liste der meistgewünschten Songs des finnischen Radiosenders Ylex erreichten beide Songs die Spitzenposition. Der Song Strange, Strange Dark Star ist zudem Bestandteil des Clive Barker Filmes Midnight Meat Train. Dort wird jedoch nicht die Originalversion, sondern ein von Justin Larsen (Lady Gaga, Linkin Park, Nine Inch Nails) angefertigter Remix verwendet. Im Film Blackout von Petteri Summanen sind ebenfalls drei Songs von Enochian Devices zu hören.
Das dritte Album der Band Inkeroinen wurde am 14. September 2011 über Dynasty Helsinki veröffentlicht. Die Aufnahme dauerte diesmal nur halb so lange wie sonst, weshalb Inkeroinen innerhalb eines halben Jahres fertig wurde. Als Orte für die Entstehung wählte die Band dabei die Sonic Pump Studios in Helsinki, Miloco Music Box in London, die Ten Studios in Stockholm und die Mansion of Magnusborg in Porvoo. Unter der Leitung Jaani Peuhus waren alle Bandmitglieder intensiv am Entstehungsprozess des Albums beteiligt. Zusätzliche Unterstützung bekam die Band zudem von Lee Slater (The Vaccines, Thirty Seconds to Mars, Kylie Minogue, Glasvegas), Arttu Peljo (Chisu, Disco Ensemble, Sunrise Avenue, Jenni Vartiainen), Antti Eräkangas (Lauri, Von Hertzen Brothers, The Rasmus) and Sampo Haapaniemi (Egotrippi, Teleks, Johanna Kurkela). Das Video zur Single Stockholm wurde auf den Sendern „Voice Tv“ und „MTV Finland“ in „heavy rotation“ ausgestrahlt.
Im Frühjahr 2012 nahmen Iconcrash mit ihrem Song We Are the Night am Vorentscheid zum Vertreter Finnlands beim Eurovision Song Contest teil und erreichten dort das Finale, welches live aus der Eishalle Helsinkis übertragen wurde. We Are The Night wurde dreimal an die Spitze der Most-Wanted-Liste des Radiosenders Ylex gewählt.
Neben einer ausgedehnten Finnland-Tour spielten Iconcrash bereits in England, Russland, Mitteleuropa, den Baltischen Staaten und den Vereinigten Staaten von Amerika. Dabei sind Iconcrash unter anderen zusammen mit Bands wie My Chemical Romance, White Lies, Anathema, Royal Republic, Atari Teenage Riot und den Kaiser Chiefs aufgetreten.

## Diskografie
- Happy? (Promo-Single, 2003)[4]
- Viola / Iconcrash (EP, 2004)
- Nude (2005)
- The Lovers (Radio-Single, 2005)
- Strange, Strange Dark Star (Single, 2009)
- Everlasting (Single, 2009)
- Enochian Devices  (2010)
- Sleeper (Single, 2010)
- Never Ever (Single, 2010)
- Delete (Single, 2011)
- Stockholm (Single, 2011)
- Inkeroinen (2011)

## Kompilationen / Zusammenstellungen
- Kunigunda Lunaria[5] Songs vol. 4 Erschien 2005. Beinhaltet „The Lovers“
- Asian Billboard Promo Released 2005. Beinhaltet „The Lovers“
- Clive Barker’s The Midnight Meat Train Soundtrack Album 2008.[6] Track:„Strange, Strange Dark Star“ (Justin Lassen Remix)
- Mama Trash Family Artists Volume II : In Trash We Trust.[7] Compilation Album 2008, Track:„Lullaby For Nicole“
- Blackout Soundtrack.[8] Erschien 2008. Beinhaltet „Faith“
- Herbert The Misanthropical Fly Remixes.[9] Released 2011. Beinhaltet „He Who Has A Dream (Iconcrash Remix)“

## Aktuelle Besetzung
- Jaani Peuhu[10]
- Arttu Juntunen
- Matti Toivonen - Matti Toivonen war zuvor bei der Band Valerian.[11]
- Oskari Vilmunen - Oskari Vilmunen war unter anderem Mitglied bei Come Inside, KMA and Heaven'n Hell.[12]
- Riku-Niilo Mattila - Riku-Niilo Mattila, spielt neben Iconcrash auch bei der Band Scarlet Youth[13]

## Kollaborateure
- Rory Winston, ein Poet und Autor aus den Vereinigten Staaten, arbeitete zusammen mit Jaani an den Texten der Band.
- Sampo Haapaniemi (Egotrippi, Teleks, Johanna Kurkela), Co-Produzent von Inkeroinen
- Lee Slater (The Vaccines, 30 Seconds To Mars, Kylie Minogue, Glasvegas) mixte Stockholm und Delete für Inkeroinen
- Arttu Peljo (Chisu, Disco Ensemble, Sunrise Avenue, Jenni Vartiainen) mixte Dangerous für Inkeroinen
- Antti Eräkangas (Lauri, Von Hertzen Brothers, The Rasmus) mixte Inkeroinen
- Pauli Rantasalmi (The Rasmus) war an Enochian Devices beteiligt
- Timo Tolkki (ex Stratovarius) war an Enochian Devices beteiligt
- Emily Cheeger aka Vuk war an Gesangsparts bei Nude and Enochian Devices beteiligt